# Phaeotrabutia isabelae
Phaeotrabutia isabelae är en svampart som beskrevs av Orejuela 1941. Phaeotrabutia isabelae ingår i släktet Phaeotrabutia och familjen Phyllachoraceae.   Inga underarter finns listade i Catalogue of Life.